# Dum & dummare 2
Dum & dummare 2 (originaltitel: Dumb and Dumber To) är en amerikansk komedifilm från 2014, skriven och regisserad av bröderna Bobby och Peter Farrelly med Jim Carrey och Jeff Daniels i huvudrollerna. I övriga roller syns även Laurie Holden och Kathleen Turner. Filmen hade svenskpremiär den 12 november 2014.

## Handling
Tjugo år efter deras galna äventyr till Aspen, beger sig Lloyd och Harry ut på en ny resa. Harry som är desperat i behov av en ny njure får reda på att han har en fullvuxen dotter någonstans i världen. Lloyd följer med Harry i sökandet i hopp om att finna dottern.

## Rollista (i urval)
- Jim Carrey – Lloyd Christmas
- Jeff Daniels – Harry Dunne
- Rob Riggle – Travis och Captain Lippencott, Travis' instabila tvillingbroder.[2]
- Laurie Holden – Adele Pichlow, filmens främsta antagonist.[3]
- Rachel Melvin – Penny Pichlow, Dr. Pichlows dotter.[3]
- Steve Tom – Dr. Pichlow[3]
- Don Lake – Dr. Meldmann
- Patricia French – Ms. Sourpuss
- Kathleen Turner – Fraida Felcher
- Bill Murray – Ice Pick
- Paul Blackthorne – Dr. Meldman
- Brady Bluhm – Billy i 4C[4]
- Eddie Shin – Gordy